# Atomlage
Als Atomlage bezeichnet man in der Festkörperphysik, Mineralogie und Kristallographie eine Schicht eines Kristalls, dessen Dicke einem Atomabstand im Kristallgitter des Festkörpers entspricht.
Freitragende einzelne Atomlagen können normalerweise nicht hergestellt werden; zu den wenigen Ausnahmen zählen Graphen und das ähnliche hexagonale Bornitrid. Freitragende Schichten aus drei eng gebundenen Atomlagen können aus manchen Übergangsmetall-Chalkogeniden wie Molybdänsulfid (MoS2) hergestellt werden. Im Vergleich dazu kann Blattgold in Stärken von 100 bis 1000 Atomlagen (ca. 100 Nanometer) hergestellt werden.
Die Epitaxie beschäftigt sich mit dem Aufwachsen dünner Schichten; in vielen Fällen kann durch Elektrochemie oder Beschichtung im Ultrahochvakuum eine einzelne Atomlage eines Materials auf einem Substrat aufgebracht werden. Auch bei der Adsorption von Gasen auf einer Oberfläche kann sich bei geeigneten Bedingungen (Temperatur, Druck) eine einzelne Atomlage auf einer Oberfläche bilden. Solche Atomlagen auf Substraten werden als Monolagen bezeichnet.
Als grobe Regel kann gelten, dass eine Atomlage etwa 1019 Atome je Quadratmeter enthält.